# JVCL
JVCL ou JEDI Visual Component Library est une bibliothèque VCL destinée aux EDI Borland (ensuite CodeGear, et à présent Embarcadero) et principalement à Delphi.
Avec plus de 500 composants visuels et non visuels c'est la plus importante et la plus active des bibliothèques open source elle est distribuée sous licence Mozilla Public Licence Version 1.1. 